# Karin Dornbusch
Karin Dornbusch, född 1971, är en svensk klarinettist. Hon gjorde sin solistdebut 1996, som vinnare av "Solistpriset", är en av de tre konstnärliga ledarna för kammarmusikensemblen Camerata Variabile i Basel i Schweiz. 2006–2017 var hon konstnärlig ledare för Båstad kammarmusikfestival.

## Biografi
Efter studier vid Hochschule der Künste i Berlin och Musikakademie der Stadt Basel i Schweiz har hon blivit en alltmer anlitad solist och kammarmusiker både i Sverige och utomlands. Hon har uppträtt som solist med Kungliga filharmoniska orkestern i Stockholm, Basels symfoniorkester, Malmö symfoniorkester, Zagreb symfoniorkester, Sveriges Radios symfoniorkester, Norrköpings symfoniorkester och Musica Vitae under ledning av bland andra Armin Jordan, Daniel Harding, Pavle Dešpalj, Arvo Volmer och Petri Sakari.
Hon medverkar återkommande i radio och television. Hon uppträdde som solist vid 1997 års nobelmiddag i Blå Hallen i Stockholms stadshus.
Karin Dornbusch har gett ut tre skivor på Caprice Records. Hennes tredje skiva Nordic Clarinet Concertos innehållande klarinettkonserter av Carl Nielsen, Jouni Kaipainen och John Fernström nominerades till "Grammis 2007" i kategorin "Årets klassiska solist". Hon tilldelades Litteris et Artibus 2009.
Hon har även framfört verk av nutida kompositörer som Benjamin Staern, Helmut Lachenmann och György Ligeti.

## Diskografi
- Clarinet - Caprice Records. Med Karin Dornbusch, klarinett; Erik Lanninger, piano. Musik av Denissov, Francaix, Berg, Bernstein, Reich, Stravinskij med flera.
- Copland - Ginastera - Barber - Caprice Records. Med Karin Dornbusch, klarinett; Musica Vitae, dirigent Peter Csaba. Copland - Två stycken för stråkorkester, Klarinettkonsert; Ginastera - Konsert för stråkar; Barber - Adagio för stråkar
- Nordic Clarinet Concertos (2005) - Caprice Records. Med Karin Dornbusch, klarinett; Gävle symfoniorkester, dirigent Petri Sakari. Nielsen - Klarinettkonsert op. 57; Fernström - Klarinettkonsert op. 30; Kaipainen - Klarinettkonsert Carpe Diem! op. 38.

## Priser och utmärkelser
- 2009 – Litteris et Artibus